# Till polens kalla gränser
Till polens kalla gränser är en psalmtext av Reginald Heber översatt till svenska av Betty Ehrenborg. Psalmen har fyra 8-radiga verser.

## Publicerad i
- Stockholms söndagsskolförenings sångbok 1882 som nr 28 under rubriken "Missionssånger"
- Herde-Rösten 1892 som nr 310 under rubriken "Missionssånger:"
- Svensk söndagsskolsångbok 1908 som nr 238 under rubriken "Missionssånger"
- Svenska Missionsförbundets sångbok 1920 som nr 605 under rubriken "Yttre mission"
- Sionstoner 1935 som nr 560 under rubriken "Yttre mission"
- Guds lov 1935 som nr 493 under rubriken "Missionssånger"